# Stavros Niarchos
Stavros Spyros Niarchos (3 de Julho de 1909 - 16 de Abril de 1996) foi um magnata grego de marinha mercante, conhecido às vezes como O Grego Dourado. Niarchos construiu os primeiros navios capazes de transportar grandes quantidades de óleo e, conseqüentemente, ganhou milhões de dólares enquanto a demanda global por seus navios crescia.

## Vida
Stavros nasceu em Atenas, como filho de Spyros Niarchos e de Eugenia Coumandaros. Seus pais eram naturalizados americanos e tiveram uma loja de departamentos em Buffalo, Nova York antes de retornar à Grécia, apenas três meses antes de seu nascimento. Estudou Direito na Universidade de Atenas, e depois foi trabalhar no negócio de grãos da família Coumandaros. Durante este período, Stavros ficou envolvido com mercadoria mercante convencendo seus relativos de que grandes lucros poderiam ser obtidos se a firma possuísse os navios envolvidos.

## Sucessos
Niarchos era um oficial naval durante a Segunda Guerra Mundial, e naquele tempo parte da frota que ele construiu com seu tio foi destruída. Por isso, ele usou dois milhões de dólares em seguro para construir novas frotas.
Em 1952, Stavros construiu os primeiros grandes navios capazes de transportar altas quantidades de óleo. Seu rival, Aristóteles Sócrates Onassis, fez o mesmo naquele ano. Em 1956, a Guerra do Suez provocou uma crise no Canal de Suez, e consequentemente aumentou a demanda pelos tipos de grandes navios de tonelagem, que Niarchos tinha. Os negócios floriram, e ele tornou-se bilionário.

## Casamentos
Os cinco casamentos de Stavros Niarchos produziram duas filhas e três filhos:Philippos, que é pai de Stavros Niarchos III, Spyros e Konstantin.
Seu primeiro casamento, com Helen Sporides, filha do almirante Constantine Sporides, em 1930, durou um ano. Em 1939, Stavros casou-se com Melpomene Capparis, de quem se divorciou em 1947. Sua terceira esposa foi Eugenia Livanos, filha do também magnata de marinha mercante Stavros G. Livanos. Eles se divorciaram em 1965, e ela morreu em 1970, aos quarenta e quatro anos, depois de uma overdose de barbitúricos. Durante este casamento teve um caso com Pamela Churchill (depois Pamela Harriman). Niarchos casou-se com sua quarta esposa, a socialite e herdeira de automóveis americana Charlotte Ford, no México. Charlotte estava grávida da filha deles, Elena Anne Ford, que nasceria seis meses depois. O casamento terminou também em divórcio no ano seguinte, quando Stavros retornou para sua terceira esposa, Eugenia. Não foi preciso um outro casamento, uma vez que o divórcio no México de 1965 não foi reconhecido na Grécia. Em 1971, Niarchos casou-se com a irmã de sua falecida esposa, Athina, Marquesa de Blandford, que tinha sido a primeira esposa de Aristóteles Onassis. Também morreu de overdose em 1974. Desde o final dos anos 1970 até sua morte, esteve ligado romanticamente com a princesa Firyal da Jordânia.

## Últimos anos
Em 1956, Niarchos adquiriu uma importante coleção de artes do ator Edward G. Robinson, e ao longo dos anos a pôs como uma das significativas coleções de arte do mundo, com mais de cem pinturas impressionistas e pós-impressionistas. Em 1989, ele obteve o auto-retrato de Picasso, "Yo Picasso", por US$ 47,850,000 milhões, sem contar trabalhos de Vincent van Gogh, Francisco de Goya, El Greco e Peter Paul Rubens.
Depois da crise do óleo de 1973, Stavros Niarchos vendeu alguma de suas companhias e iniciou outros negócios financeiros, como o comércio de diamantes. No final dos anos 1980, começou a ir com mais freqüência à Genebra, da onde ele administrava seus negócios. Nos anos 1990, retirou-se em sua principal residência, em Sankt-Moritz, no Cantão de Grisões, onde gostava de praticar seu esporte favorito: esqui.
Stavros Niarchos morreu em 1996, em Zurique. Seu corpo está enterrado na tumba da família, em Lausanne.